# 水葬物語
『水葬物語』（すいそうものがたり、メトード社、1951年8月7日）は、日本の歌人、塚本邦雄の最初の個人歌集。本文116頁、歌数245首。全24冊の序数歌集のうちの第1歌集である。

## 概要
23歳で夭折した歌友・杉原一司に献じて刊行された歌集である。歌集名「水葬物語」は、歌集中の章題「水葬物語」から採られている。特徴的な表現技法は、句割れと句またがり、隠喩、多彩なイメージの駆使などである。三十一音の定型を守りながらの句割れ、句またがりは、新しい韻律と短歌という枠組の両立を意図したものといえる。内容の特徴としては、生身の「私」の現象や詠嘆を直接的に表さないこと、死が多く題材になっていること、戦争という原体験が背景に感じられること、キリスト教の世界のイメージが垣間見えることなどが挙げられる。しばしば引用される歌に次のようなものがある。
- 革命歌作詞家に凭りかかられてすこしづつ液化してゆくピアノ
- 湖の夜明け、ピアノに水死者のゆびほぐれおちならすレクイエム
- 炎天の河口にながれくるものを待つ晴朗な偽ハムレツト
- しかもなほ雨、ひとらみな十字架をうつしづかなる釘音きけり

## 発行
単行本は和装の初出本のほか、箱入り著者による解説（水府結晶）入りの新装再刊本、初出本の完全再現本、計3種がある。全て部数限定。
- 歌集「水葬物語」（1951年8月7日発行/116頁/メトード社）全120部
- 歌集「水葬物語」（1975年2月20日発行/127頁/書肆季節社）全120部※プラス著者刊者用の26部（記番A-Z）あり
- 歌集「水葬物語」（2009年1月23日発行/116頁/書肆稲妻屋）全505部

## 評価
刊行当時は、少部数でしかも歌人ではなく三島由紀夫などの小説家に重点的に献呈していたため、歌壇ではほとんど話題にならなかった。その中で、三島や『短歌研究』編集部の中井英夫に注目され高く評価された。三島は『文学界』1952年9月号にこの歌集所収の「環状路」十首を推輓している。

## エピソード
- 佐々木倫子の漫画『美人姉妹シリーズ』『林檎でダイエット』の一篇である『美人』（1987年）の中に、書店で『水葬物語』を買い求めるシーンがある。

## 読書案内
- 塚本邦雄の生誕―水葬物語全講義 (菱川善夫著作集2) 沖積舎 ISBN 978-4806066170